# Vůdce opozice
Vůdce opozice je titul tradičně připisován vůdci největší opoziční parlamentní strany ve westminsterském systému parlamentární vlády. Vůdce opozice je také často chápán jako potenciální premiér a někdy je také označován jako stínový premiér. Jeho straničtí kolegové, kteří jsou odborníky na jednotlivé vládní posty se označují jako stínová vláda.

## Seznam

### Izrael
V Izraeli je vůdce opozice lídrem oficiální opozice v Knesetu. Podle ústavní konvence se jedná o předsedu největší politické strany v Knesetu, která není zastoupena ve vládě nebo ji nepodporuje.

### Nikaragua
V Nikarague je na základě článku 133 ústavy zajištěno zastoupení opozice v parlamentu, neboť podle tohoto článku má druhý nejúspěšnější kandidát na prezidenta nárok na poslanecký mandát. Od voleb roku 2021 je tímto opozičním vůdcem v parlamentu Walter Edén Espinoza Fernández.

### Spojené království

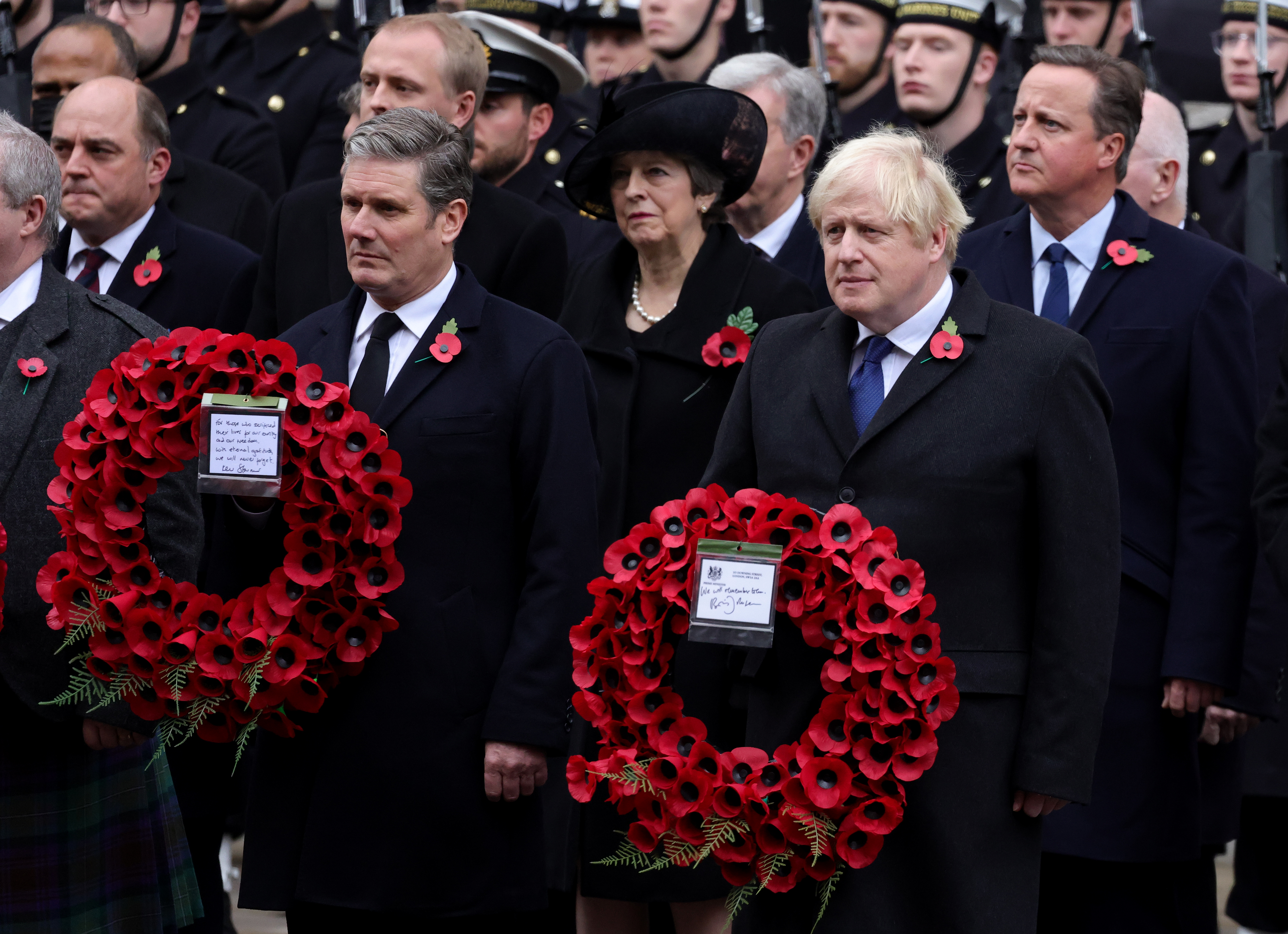
Předseda vlády Boris Johnson (vpravo) a vůdce opozice Keir Starmer (vlevo) pokládají věnce k pomníku na Whitehallu, 14. listopadu 2021

Vůdce opozice ve Spojeném království se oficiálně nazývá Vůdce nejloajálnější opozice Jeho Veličenstva (anglicky Leader of His Majesty's Most Loyal Opposition), jako zdůraznění skutečnosti, že se opozice sice staví proti úřadující vládě, ale přitom zůstává loajální koruně. Od voleb roku 2024 je vůdcem opozice Rishi Sunak.

### Spojené státy americké
Před rokem 1804 byl ve Spojených státech viceprezident zástupcem opozice. Původně byla funkce viceprezidenta pojistkou před patovými situacemi, které mohl přinášet volební systém. Kdyby každý ze členů sboru volitelů měl jen jeden hlas, mohlo by dojít k situaci, že každý bude volit za prezidenta svého oblíbeného kandidáta a nikdo nebude zvolen. Proto byly zavedeny dva hlasy; po sečtení hlasů se pak kandidát s největším počtem stal prezidentem a kandidát na druhém místě se stal viceprezidentem. Protože však tento model vedl rovněž k patové situaci, kdy dva nejvyšší ústavní činitelé pocházeli z politicky soupeřících táborů, byl přijat dvanáctý dodatek k ústavě, který proces volby prezidenta a viceprezidenta změnil.